# Фелікс Браун
Фелікс Браун (нім. Felix Braun; 4 листопада 1885, Відень — 29 листопада 1973, Клостернойбург) — австрійський письменник.

## Біографія
Фелікс Браун народився у Відні в єврейській родині. Його мати померла в 1888 році, коли народилася його сестра Кеті, яка згодом також стала відомою письменницею. У 1904 році він вступив на факультет германістики у Віденський університет. Паралельно займався історією мистецтва, а чотири роки по тому захистив докторську дисертацію. Свої перші літературні роботи почав публікувати з 1905 року в Neue Freie Presse, Österreichische Rundschau і Die neue Rundschau. У 1910 році він став художнім редактором Berliner National-Zeitung.
У 1912 році Фелікс Браун одружився з Гедвігою Фройнд, але в 1915 році подружжя розлучилося. Працюючи редактором в Verlag Georg Müller в Мюнхені, Браун познайомився з рядом видатних німецьких письменників, серед яких були Ганс Каросса, Томас Манн і Райнер Марія Рільке. З 1928 по 1938 рік він був приват-доцентом німецької літератури в університетах Палермо і Падуї. Він перейшов з юдаїзму в католицизм в 1935 році. Щоб уникнути переслідувань з боку нацистів, які заборонили видавати його роботи, він іммігрував в 1939 році до Сполученого Королівства і залишався там до 1951 року, викладаючи літературу та історію мистецтв. Після повернення в Австрію, Браун читав лекції на семінарі Макса Рейнгардта і в Віденському університеті прикладного мистецтва.
Помер в 1973 році. Був похований на Центральному кладовищі у Відні. У 1977 році на честь письменника був названий провулок у Відні.

## Творчість
На початку XX століття Браун належав до літературного руху, відомого як «Молодий Відень». Там компанію йому складали такі письменники-новатори, як Стефан Цвейг, Антон Вільдганс і Макс Брод. Браун був неоромантиком, він писав вишукані, пишні вірші в найрізноманітніших формах. Його роботи зосереджені на темах релігії, античності та його австрійської батьківщини. Браун також був секретарем і близьким другом великого австрійського письменника Гуґо фон Гофмансталя.
У 1937 році Фелікс Браун відредагував і опублікував блискучу антологію німецької ліричної поезії під назвою Der Tausendjährige Rosenstrauch (Тисячолітній кущ троянд). Ця антологія неодноразово перевидавалася й залишається однією з найпопулярніших збірок в своєму роді. Він також переклав роботи Томи Кемпійського і Івана від Хреста.

## Визнання
- Літературна премія міста Відня, 1944.
- Гран-прі австрійської державної премії в галузі літератури, 1951.
- Почесне кільце міста Відня, 1955.
- Медаль засновника Федерального міністерства освіти, 1955.
- Премія Грільпарцера, 1965.
- Австрійський почесний знак «За науку і мистецтво», 1966[3].
- Фелікс-Браун-Гассе, провулок у Відні-Деблінг.

## Публікації
- Gedichte, 1909
- Novellen und Legenden, 1910
- Der Schatten des Todes, 1910
- Till Eulenspiegels Kaisertum, 1911
- Neues Leben, 1912
- Verklärungen, 1916
- Tantalos, 1917
- Die Träume des Vineta, 1919
- Hyazinth und Ismene, 1919
- Das Haar der Berenike, 1919
- Attila, 1920
- Aktaion, 1921
- Die Taten des Herakles, 1921
- Wunderstunden, 1923
- Der unsichtbare Gast, 1924
- Der Schneeregenbogen, 1925
- Das innere Leben, 1926
- Deutsche Geister, 1925
- Die vergessene Mutter, 1925
- Esther, 1926
- Der Sohn des Himmels, 1926
- Agnes Altkirchner, 1927
- Zwei Erzählungen von Kindern, 1928
- Die Heilung der Kinder, 1929
- Laterna magica, 1932
- Ein indisches Märchenspiel, 1935
- Ausgewählte Gedichte, 1936
- Kaiser Karl V., 1936
- Der Stachel in der Seele, 1948
- Das Licht der Welt, 1949
- Die Tochter des Jairus, 1950
- Briefe in das Jenseits, 1952
- Aischylos, dialogue, 1953
- Viola d`Amore, 1903—1953, 1953
- Das musische Land, 1952
- Die Eisblume, 1955
- Rudolf der Stifter, 1955
- Joseph und Maria, 1956
- Irina und der Zar, 1956
- Orpheus, 1956
- Unerbittbar bleibt Vergangenheit, 1957
- Gespräch über Stifters Mappe meines Urgroßvaters, 1958
- Der Liebeshimmel, 1959
- Palermo und Monreale, 1960
- Imaginäre Gespräche, 1960
- Rede auf Max Mell, 1960
- Zeitgefährten, Begegnungen, 1963
- Die vier Winde, 1964
- Schönes in Süditalien — Palermo, 1965
- Anrufe des Geistes, 1965
- Aufruf zur Tafel, 1965
- Das weltliche Kloster, 1965
- Das Nelkenbeet, 1914—1965, 1965
- Frühe und späte Dramen 1909—1967, 1971